# Comuna Kolga-Jaani
Kolga-Jaani este o comună (vald) din Județul Viljandi, Estonia.
Are o suprafață de 313,34 km². Populația este de 1.388 locuitori, determinată în 1 ianuarie 2017, prin bilanț demografic[*].
1. ↑  Maakatastri statistika (în estonă), Consiliul Funciar Eston[*], accesat în 31 iulie 2019